# Georg Golser
Georg Golser (* ve Werfenu; † 20. června 1489 v Brixenu) byl katolický biskup brixenské diecéze.

## Život
Georg Golser byl syn sedláka z Werfenu v Salcburském knížecím arcibiskupství. Byl roku 1438 imatrikulován na univerzitě ve Vídni a získal roku 1460 akademickou hodnost Doktora kanonického práva (doctor iuris canonici). Jakožto kanovník byl Golser 9. září 1464 podle staré tradice zvolen kapitulou chrámu jako nástupce Nikolause Cusanuse na biskupský stolec. V důsledku sporů kolem basilejského koncilu, do nichž byli zapojeni také jeho předchůdci Georg von Stubai a Nikolaus Cusanus, nechtěl papež Pavel II. volbu uznat. Jak papež, tak i císař Friedrich III. chtěli prosadit své vlastní kandidáty. Spor byl urovnán teprve po letech díky postupnému odstoupení protikandidátů (Francesca Gonzagy a Lea von Spaur). Georg Golser byl 16. prosince 1471 potvrzen ve své biskupské hodnosti papežem Sixtem IV.
Roku 1476 zastupoval Golser spolu s Virgilem von Graben, Balthasarem von Welsberg a Phöbusem von Thurn hraběte Leonharda von Görz na dvoře markhraběte Ludovica Gonzagy v Mantově, aby slavnostně přislíbil jeho sňatek s Gonzagovou dcerou Paolou.
Do Brixenu přicestoval roku 1485 z Říma inkvizitor Heinrich Kramer s papežskou bulou Innocence VIII. o pronásledování čarodějnic. Přesvědčoval kapitulu dómu o nezbytnosti pátrání po nebezpečném čarodějnictví. V oběžníku Golser vyjádřil podporu inkvizitorovi, který se poté vydal do Innsbrucku. Tam kázal proti čarodějnictví, sbíral udání a poté nechal několik žen zatknout. Proces se konal pod záštitou biskupa Golsera a arcivévody Zikmunda Tyrolského.
Inkvizitor vedl proces proti ženám podle svého uvážení, kladl jim ale otázky ohledně sexuality. Proto jeden z přítomných, který se procesu účastnil místo Golsera, dal rozhořčeně najevo, že kdyby to pokračovalo v tomto tónu i nadále, opustí soudní síň. Na jednom z posledních soudních jednání se vyjádřil přítomný právník Johannes Merwart de Wending kriticky ke způsobu vedení procesu a stal se obhájcem obžalovaných žen. Mezi nimi byla také Helena Scheuberinová. Poukázal na to, že proces neodpovídá právním normám, a zasazoval se o propuštění obžalovaných. To se mu nakonec podařilo.
Biskup Georg Golser poté prohlásil práci inkvizitora za ukončenou a vykázal ho z biskupství. Inkvizitor uposlechl jeho příkazu teprve po několika výzvách až na jaře roku 1486. Náklady na celý proces převzal arcivévoda Zikmund. Neúspěch inkvizitora v Innsbrucku byl s velkou pravděpodobností rozhodujícím podnětem k sepsání spisu Malleus maleficarum („Kladivo na čarodějnice“, 1486).
Tvrzení, že Golser zakročil proti inkvizitorovi teprve tehdy, když byla jeho vlastní sestra pronásledována inkvizicí, patří mezi legendy. O sestře biskupa Golsera upálené jako čarodějnice není doposud nic známo. Původní dokumenty z takzvaného Innsbruckého procesu s čarodějnicemi k tomu neposkytují žádné důkazy.
Roku 1488 předal Georg Golser, který během celého období ve funkci churavěl, vedení diecéze svému dlouholetému koadjuktorovi Melchiorovi von Meckau.